# 大阪市立大学の人物一覧
大阪市立大学の人物一覧（おおさかしりつだいがくのじんぶついちらん）は、大阪市立大学に関係する人物の一覧記事。

## 歴代学長
| 代                             | 歴代学長   | 就任年月日                 | 出身学部等   | 専門                 |
| ------------------------------ | ---------- | -------------------------- | ------------ | -------------------- |
| 01                             | 恒藤恭     | 1949年（昭和24年）4月1日   |              | 法理学               |
| 02                             | 細谷雄二   | 1957年（昭和32年）10月16日 | 医学部       | 生理学               |
| 03                             | 福井孝治   | 1960年（昭和35年）10月16日 | 経済学部     | 経済原論             |
| 04                             | 渡瀬譲     | 1963年（昭和38年）10月16日 | 理学部       | 理論物理学           |
| 05                             | 森川晃卿   | 1971年（昭和46年）4月1日   | 文学部       | ドイツ文学           |
| 06                             | 木村英一   | 1980年（昭和55年）7月1日   | 医学部       | 生理学               |
| 07                             | 崎山耕作   | 1986年（昭和61年）4月1日   | 経済学研究所 | 地域経済論           |
| 08                             | 山本研二郎 | 1992年（平成4年）4月1日    | 医学部       | 薬理学               |
| 09                             | 児玉隆夫   | 1998年（平成10年）4月1日   | 理学部       | 低温物理学           |
| 10                             | 金児曉嗣   | 2004年（平成16年）4月1日   | 文学研究科   | 社会心理学           |
| 11                             | 西澤良記   | 2010年（平成22年）4月1日   | 医学研究科   | 代謝内分泌病態内科学 |
| 12                             | 荒川哲男   | 2016年（平成28年）4月1日   | 医学研究科   | 消化器内科学         |
| 大阪公立大学 2022年4月開学以降 |            |                            |              |                      |
| 13                             | 辰巳砂昌弘 | 2022年（令和4年）4月1日    | 工学部       | 材料工学             |

## 教員

### 現職
- 阿部昌樹 - 法社会学、法学部教授
- 有賀敏之 - 経済学、経済学部教授、大学院創造都市研究科長
- 石川博行 - 経営学、経営学研究科教授、日経・経済図書文化賞
- 石田佐恵子 - 社会学、文学研究科教授
- 岩間伸之 - 生活科学、人間福祉学科准教授
- 宇羽野明子 - 政治学史、法学研究科教授
- 王晨 - 中国法、法学研究科教授
- 小田中章浩 - 演劇学、文学研究科教授、副学長、国際センター所長
- 掛屋弘 - 感染症学、医学研究科教授
- 金澤真理 - 刑事法学、法学研究科教授
- 川村尚也 - 経営学、都市経営研究科准教授
- 桐山孝信 - 国際法学、法学研究科教授、特命副学長（社会人大学院担当）
- 国友明彦 - 国際法学、法学研究科教授
- 斎藤幸平 - 経済思想、経済学研究科准教授
- 進藤雄三 - 社会学、文学研究科教授
- 杉田菜穂 - 社会経済学、経済学部准教授、俳人
- 杉本吉史 - 弁護士、民事調停委員、法学研究科特任教授
- 平覚 - 国際法学、法学研究科教授
- 塚田孝 - 歴史学、文学研究科教授
- 中井孝章 - 教育学、生活科学研究科教授
- 中川真 - 音楽学、文学研究科教授
- 永田潤子 - 公共経営、都市経営研究科教授
- 中野英一 - 素粒子物理学、理学研究科准教授
- 仁木宏 - 日本史学、文学研究科教授
- 野崎充彦 - 朝鮮古典文学、文学研究科教授
- 野田昌吾 - 政治学、法学研究科教授
- 朴一 - アジア経済論、経済学研究科教授
- 畑明郎 - 環境政策、経営学研究科教授
- 久末弥生 - 法学、都市経営研究科教授・副研究科長、商学部教授
- 藤塚吉浩 - 人文地理学、経営学研究科教授
- ケイジ・フクダ -　ウイルス学、客員教授、世界保健機構事務局長補代理
- 保尊隆享 - 生物学、理学研究科教授、特命副学長（人事委員会担当）
- 増田聡 - 美学、文学研究科教授
- 松浦恆雄 - 中国文学、文学研究科教授
- 三浦克之 - 生物学、医学部教授、日本薬理学会評議員
- 三島聡 - 刑事法学、法学研究科教授、元法務省刑事施設視察委員会副委員長
- 水内俊雄 - 地理学、都市研究プラザ教授・副所長、文学研究科教授（兼任）
- 宮本佳明 - 建築学、工学研究科教授、建築家
- 森脇祥太 - 経済学、経済学研究科教授
- 山祐嗣 - 心理学、文学研究院教授
- 除本理史 - 経済学、経営学研究科教授、環境経済・政策学会賞奨励賞
- 若森みどり - 経済学、経済学部教授、経済学史学会研究奨励賞
- 脇村孝平 - 経済学、経済学部教授
- 渡邊賢 - 憲法学・行政法学・労働法学、法学部・法学研究科教授、冲永賞

### 特別栄誉教授
- 南部陽一郎 - 特別栄誉教授、名誉教授、素粒子物理学者、ノーベル物理学賞他

### 名誉教授
- 浅田和茂 - 名誉教授、元副学長、立命館大学法務研究科教授、法学者
- 生熊長幸 - 名誉教授、元法学部長、岡山大学名誉教授、立命館大学法務研究科教授、法学者
- 石原武政 - 名誉教授、元商学部長、元学術情報総合センター所長、商学者
- 石附実 - 名誉教授、教育学者
- 石本泰雄 - 名誉教授、元法学部長、法学者
- 磯村隆文 - 名誉教授、元経済学部長、元文化交流センター長、第16代大阪市長、経済学者
- 蛯原徳夫 - 名誉教授、フランス文学者
- 大藪寿一 - 名誉教授、社会学者
- 小野義彦 - 名誉教授、経済学者
- 狩俣正雄 - 名誉教授、経営学者
- 河内明夫 - 名誉教授、数学研究所名誉所長、数学者、大阪科学賞他
- 川島哲郎 - 名誉教授、阪南大学元学長、経済地理学者
- 河地重蔵 - 名誉教授、流通経済大学名誉教授、中国史学者
- 河音能平 - 名誉教授、歴史学者
- 儀我壮一郎 - 名誉教授、経済学者
- 吉良竜夫 - 名誉教授、元日本生態学会会長、生態学者、勲二等瑞宝章他
- 切池信夫 - 名誉教授、医学者、精神科医
- 倉戸ヨシヤ - 名誉教授、臨床心理学者、日本心理臨床学会学会賞
- 栗城壽夫 - 名誉教授、上智大学名誉教授、オーストリア第一級学術・芸術栄誉十字章
- 栗原佑 - 名誉教授、経済学者
- 小島憲之 - 名誉教授、国文学者、日本学士院賞
- 坂田徳男 - 名誉教授、哲学研究者
- 左近毅 - 名誉教授、歴史学者、日本翻訳文化賞
- 佐々木雅幸 - 名誉教授、同志社大学教授、文化庁地域文化創生本部総括・政策研究グループ主任研究官
- 佐藤武敏 - 名誉教授、流通科学大学教授、東洋史学者
- 實方正雄 - 名誉教授、元法学部教授、小樽商科大学名誉教授・元学長、法学者
- 志水英二 - 名誉教授、元工学部教授、瑞宝中綬章
- 田畑理一 - 名誉教授、元経済学部長、経済学者
- 柴田悦子 - 名誉教授、経済学者
- 柴田裕 - 名誉教授、元経済学部教授、日本大学国際関係学部教授
- 白澤政和 - 名誉教授、元生活科学部・生活科学研究科教授、桜美林大学教授
- 鈴木照雄 - 名誉教授、哲学研究者
- 関隆志 - 名誉教授、アテネ考古学協会名誉会員、考古学者
- 薗頭健吉 - 名誉教授、元工学部教授、化学者
- 高田卓爾 - 名誉教授、元法学部教授、法学者
- 竹中恵美子 - 名誉教授、元経済学部教授、元ドーンセンター館長、経済学者
- 橘博 - 名誉教授、元商学部教授、経営学者、勲三等瑞宝章
- 田辺保 - 名誉教授、岡山大学名誉教授、元文学部教授、フランス文学者
- 谷直樹 - 名誉教授、元生活科学部教授、大阪くらしの今昔館館長
- 谷口知平 - 名誉教授、元法学部教授、法学者
- 谷山茂 - 名誉教授、京都女子大学名誉教授、国文学者
- 田畑理一 - 名誉教授、元経済学部教授・学部長、大阪経済法科大学学長
- 玉井金五 - 名誉教授、元経済学部教授、元社会政策学会代表幹事、厚生労働大臣表彰
- 塚原鉄雄 - 名誉教授、元教授、国文学者
- 恒藤恭 - 名誉教授、初代学長、従三位勲二等旭日重光章
- 富永祐治 - 名誉教授、元経済学部教授、元都市交通研究所長、経済学者
- 直木孝次郎 - 名誉教授、元文学部教授、歴史学者、大阪文化賞他
- 中岡哲郎 - 名誉教授、元教授、大阪経済大学教授、技術史学者
- 中野董夫 - 名誉教授、元理工学部教授、大阪市立科学館初代館長、物理学者
- 長橋芙美子 - 名誉教授、元教授、ドイツ文学者
- 畠中宗一 - 名誉教授、元生活科学研究科教授、関西福祉科学大学教授、家族社会学者
- 林直道 - 名誉教授、大阪経済法科大学教授、マルクス経済学者
- 原光雄 - 名誉教授、科学論・科学史研究者
- 原田伴彦 - 名誉教授、元経済学部長、日本史学者
- 樋口欣三 - 名誉教授、英文学者
- 平岡久 - 名誉教授、元法学部長・法務研究科主任、京都産業大学大学院法務研究科教授、行政法学者
- 平野昌繁 - 名誉教授、元文学部教授、地形学者
- 深見茂 - 名誉教授、滋賀県立大学名誉教授、祇園祭山鉾連合会理事長、ドイツ文学者
- 藤井康生 - 名誉教授、関西外国語大学教授、演劇学者
- 藤田和夫 - 名誉教授、元理学部教授、地球科学者
- 藤田敬三 - 名誉教授、大阪経済大学第3代学長・元理事長、経済学者
- 藤田整 - 名誉教授、元経済学部長、大阪経済法科大学名誉教授・元学長、経済学者
- 星川順一 - 名誉教授、元経済学部教授、経済学者
- 細谷雄二 - 名誉教授、生理学者
- 本多淳亮 - 名誉教授、法学者、弁護士
- 本田済 - 名誉教授、元文学部教授、中国哲学者
- 牧英正 - 名誉教授、法制史学者、勲三等瑞宝章
- 増田芳雄 - 名誉教授、スイス・ローザンヌ大学名誉博士、植物学者
- 松村國隆 - 名誉教授、ドイツ文学者
- 松本博之 - 名誉教授、元龍谷大学教授、法学者
- 三浦國雄 - 名誉教授、四川大学文化科技協同創新研発中心教授、中国哲学研究者
- 光藤景皎 - 名誉教授、信州大学教授、刑事訴訟法学者
- 宮本憲一 - 名誉教授、滋賀大学名誉教授・元学長、経済学者、日本学士院賞他
- 村越末男 - 名誉教授、反差別国際運動 (IMADR) 初代事務局長、部落問題研究家
- 毛利敏彦 - 名誉教授、明治維新史学会元顧問、歴史学者
- 森修 - 名誉教授、日本近世文学研究者
- 森川晃卿 - 名誉教授、第5代学長、ドイツ文学者、大阪市民特別功労賞
- 森本英夫 - 名誉教授、甲南大学名誉教授、フランス語学者
- 藪内芳彦 - 名誉教授、人文地理学者
- 山上達人 - 名誉教授、元商学部教授、奈良産業大学名誉教授、会計学者
- 山口久和 - 名誉教授、中国哲学研究者
- 山口定 - 名誉教授、元法学部教授、立命館大学名誉教授、政治学者
- 山崎時彦 - 名誉教授、元政治学部教授
- 山根常男 - 名誉教授、元文学部教授、社会学者
- 吉富重夫 - 名誉教授、元法学部長、北九州市立大学元学長、行政学者、政治学者、弁護士
- 吉村励 - 名誉教授、元経済学部教授、部落解放研究所労働部長

### 元職
- 朝山新一 - 性科学者、理工学部元教授、元理学部長
- 石田憲次 - 英米文学者
- 伊東忍 - 工学者、大学院理学研究科教授
- 伊藤正義 - 国文学者、文学部元教授、神戸女子大学名誉教授
- 岩間伸之 - 社会福祉学者、生活科学部元教授
- 氏原寛 - 臨床心理学者、生活科学部元教授、帝塚山学院大学教授
- 梅棹忠夫 - 文化人類学者、理工学部元教授、京都大学名誉教授、従三位勲一等瑞宝章他
- 岡村重夫 - 社会福祉学者、文学部元教授
- 小田稔 - 天文学者、理工学部元助教授、東京大学名誉教授、勲一等瑞宝章他
- 神谷不二 - 国際政治学者、法学部元教授、慶應義塾大学名誉教授
- 熊田誠 - 化学者、理工学部元教授、京都大学名誉教授、日本学士院賞他
- 黒田了一 - 憲法学者、法学部元教授、元法学部長、元大阪府知事
- 香坂順一 - 中国語学者、文学部元教授、大東文化大学名誉教授、元学長
- 小室直人 - 法学者、法学部元教授、東北大学名誉教授、勲三等旭日中綬章
- 斎藤茂 - 中国文学者、文学部元教授
- 佐藤岩夫 - 法社会学者、法学部元教授、東京大学社会科学研究所教授
- 佐藤金三郎 - 経済学者、経済学部元教授、元横浜国立大学教授
- 下山瑛二 - 法学者、法学部元教授、元東京都立大学総長
- 城ヶ端初子 - 看護学者、医学部看護学科元教授、東京有明医療大学教授
- 神野直彦 - 経済学者、経済学部元助教授、日本社会事業大学学長、東京大学名誉教授
- 杉原薫 - 経済学者、経済学部元助教授、総合地球環境学研究所特任教授
- 鈴木禄彌 - 法学者、法学部元助教授、東北大学、東海大学名誉教授、紫綬褒章他
- 武田弘道 - 哲学者、文学部元教授
- 種谷春洋 - 法学者、法学部元教授
- 団まりな - 生物学者、理学部元教授
- 辻合喜代太郎 - 服飾史研究者、家政学部元教授、帝国女子大学教授
- 土屋礼子 - 歴史学者、文学研究科元教授、早稲田大学政治経済学術院教授、早稲田大学20世紀メディア研究所所長
- 鼓常良 - ドイツ文学者、元教授
- 角田文衞 - 歴史学者、元教授、平安博物館元館長他、従四位勲三等
- 椿寿夫 - 民法学者、法学部元教授
- 富田和暁 - 地理学者、文学部・文学研究科元教授
- 中岡稔 - 数学者、理学部元教授、大阪大学名誉教授
- 中條誠一 - 経済学者、商学部元教授、中央大学経済学部教授
- 中山治一 - 歴史学者、文学部元教授
- 成田善弘 - 医学者、精神科医、生活科学研究科元特任教授
- 名和統一 - 経済学者、元教授、京都大学名誉教授、岐阜大学元学長
- 西島和彦 - 物理学者、理学部元助教授、東京大学、京都大学名誉教授
- 橋爪紳也 - 建築史学者、元都市研究プラザ・文学研究科教授、大阪府立大学教授
- 蜂屋慶 - 教育学者、元教授、京都大学名誉教授、毎日出版文化賞
- 浜田敦 - 日本語学者、文学部元助教授、京都大学名誉教授
- 早川幸男 - 宇宙物理学者、理工学部元助教授、名古屋大学名誉教授・元学長
- 堀真一郎 - 教育学者、きのくに子どもの村学園理事長
- 堀内一弥 - 衛生学者、医学部元教授
- 本多淳裕 - 環境工学者、元工学部教授、紫綬褒章
- 益田道三 - 英文学者・比較文学者、元法文学部教授
- 松田素二 - 人類学者、元助教授、京都大学文学研究科教授
- 松本三之介 - 政治学者、元法学部助教授、東京大学名誉教授
- 松本恒雄 - 法学者、元法学部助教授、一橋大学名誉教授
- 真渕勝 - 行政学者・政治学者、元法学部教授、立命館大学教授、京都大学名誉教授、サントリー学芸賞
- 三木茂 - 植物学者、元理工学部教授、メタセコイアの発見者
- 水口憲人 - 政治学者、元法学部教授、立命館大学名誉教授
- 水野祥太郎 - 整形外科医、登山家、元医学部教授、川崎医科大学元学長
- 見田石介 - 哲学者、元教授
- 南博方 - 法学者、元法学部教授、一橋大学名誉教授、筑波大学名誉教授、中国人民大学名誉客員教授
- 三野博司 - フランス文学者、元文学部教授、奈良女子大学名誉教授、放送大学奈良学習センター所長
- 宮本正清 - フランス文学者、元文学部教授
- 三好郁朗 - フランス文学者、元文学部助教授、京都大学名誉教授
- 三好信浩 - 教育史学者、元文学部助教授、広島大学・比治山大学名誉教授
- 村本福松 - 経営学者、元教授
- 望月信成 - 美術史学者、元教授
- 森洋久 - 情報工学者、元文学研究科助教授、東京大学総合研究博物館准教授
- 森口美都男 - 哲学者、元文学部教授、京都大学名誉教授
- 八木正 - 社会学者、元文学部教授、金沢大学名誉教授
- 矢作弘 - 社会学者、元創造都市研究科教授、龍谷大学政策学部教授
- 山縣文治 - 児童福祉学者、元生活科学部教授、関西大学人間健康学部教授
- 山岸哲 - 鳥類学者、元理学部教授、兵庫県立コウノトリの郷公園園長、山階芳麿賞
- 山口裕之 - ドイツ文学者、元文学部助教授、東京外国語大学総合国際学研究院（言語文化部門・文化研究系）教授
- 山口嘉夫 - 理論物理学者、元理学部教授、東京大学原子核研究所元所長
- 山崎隆三 - 農業経済学者、元経済学部教授、名城大学名誉教授
- 山田晶 - 哲学研究者、元文学部助教授、京都大学名誉教授
- 山田幸一 - 建築学者、元工学部助教授
- 山根徳太郎 - 考古学者、元法文学部教授、難波宮大極殿の発見者、紫綬褒章
- 山本史郎 - 英文学者、翻訳家、元文学部助教授、東京大学総合文化研究科教授
- 雪村時人 - 医学者、医師、元医学部助教授
- 横井豊彦 - 経営学者、医師、元経営学研究科特任准教授、大阪産業大学教授
- 吉田潤一 - 有機化学者、元理学部助教授、鈴鹿工業高等専門学校校長
- 渡瀬譲 - 物理学者、元学長、大阪女子大学元学長
- 弘原海清 - 地球科学者、元理学部長、大気イオン地震予測研究会e-PISCO初代理事長

## 出身者

### 旧制学校
- 二代目野村徳七 - 大阪野村銀行（後の大和銀行、証券部は野村證券として独立）創設者。大阪商業学校予科修了
- 鳥井信治郎 - サントリー創設者。大阪商業学校付属科（後の大阪甲種商業学校、天王寺商業高等学校）中退。
- 岩本栄之助 - 株式仲買人。大阪商業学校卒
- 喜多又蔵 - 元日本綿花社長。大阪高商卒
- 下河辺建二 - 元日本鉱業社長。大阪商業学校卒
- 杉原荒太 - 元外務省条約局長、元防衛庁長官。大阪高商卒
- 瀬川美能留 - 野村證券元社長。大阪商大高商部卒。
- 金田龍之介 - 俳優、都島工専卒
- 水落露石 - 俳人、大阪商業学校から泊園書院

※大阪商業学校、大阪高商、大阪商大・同高商部の出身者については大阪商科大学 (旧制)#著名な出身者も参照のこと。
旧制大阪商業学校
- 菊池文吾 - 1895年卒業、元日本レイヨン社長。
- 杉山金太郎 - 豊年製油中興の祖。
- 片岡音吾 - 1900年卒業、東京高等商業学校へ進学。野村證券初代社長。

旧制大阪高等商業学校
- 野村元五郎 - 1908年卒業、元野村銀行頭取。
- 駒村資正 - 1915年卒業、元日本貿易振興会理事長、元大阪商工会議所副会頭。
- 奥村綱雄 - 1923年卒業、京都帝国大学へ進学。元野村證券社長。
- 芦田泰三 - 1924年卒業、東京商科大学へ進学。元住友生命社長。
- 野淵三治 - 1925年卒業。元日本ガイシ社長。
- 小野吉郎 - 1928年卒業、九州帝国大学へ進学。元NHK会長。

旧制大阪商科大学・同高等商業部
- 渡辺良夫 - 1931年高等商業部卒業。第2次岸内閣の厚生大臣。
- 田辺治太郎（第14代田辺五兵衛） - 1934年学部卒業。元田辺製薬社長、元日本蹴球協会会長代行。
- 野々村一雄 - 1935年学部卒業。経済学者、元一橋大学教授、元経済理論学会代表幹事。
- 大久保武夫 - 1936年学部卒業。元江崎グリコ社長。
- 千炳圭 - 1941年学部卒業。元大韓民国財務部長官、元韓国銀行副総裁。
- 森見徳治 - 1942年高等商業部卒業。元ミニストップ社長
- 吉村茂夫 - 1942年卒業。元南海電気鉄道社長。
- 田中敏弘 - 1953年卒業。経済思想史家、関西学院大学名誉教授、元長崎県立大学学長、元経済学史学会代表幹事。

### 新制大学

#### 現職国会議員
- 伊東信久 - 衆議院議員、元日本維新の会国際局長、大阪大学招聘教授　※大学院
- 守島正  - 衆議院議員、元大阪維新の会政調会長　※大学院

#### 元職国会議員
- 喜岡淳 - 元参議院議員、環境政務次官
- 久保哲司 - 元衆議院議員、衆議院国土交通委員長
- 佐々木憲昭 - 元衆議院議員、元日本共産党政策委員長代理　※大学院
- 杉原荒太 - 元参議院議員、元防衛庁長官、元外務省条約局長、弁護士
- 山下栄一 - 元環境副大臣、元公明党大阪府本部副代表　※大学院

#### 市町村長
- 石田耕太郎 - 鳥取県倉吉市長、鳥取県病院事業管理者
- 磯村隆文 - 第16代大阪市長、大阪市立大学名誉教授
- 奥田敏晴 - 京都府城陽市長、京都府議会議員
- 阪口善雄 - 元吹田市長、大阪府議会議員
- 關淳一 - 第17代大阪市長、元大阪市立桃山市民病院副院長
- 伊達憲太郎 - 鳥取県境港市長
- 辻宏康 - 和泉市長、元和泉市議会議員
- 長尾淳三 - 前東大阪市長、元東大阪市議会議員
- 永野耕平 - 岸和田市長、元大阪府議会議員
- 吉田弘明 - 奈良県香芝市長、中部国際空港商業事業部長

#### 財界
- 大西正也 - チャイナコンシェルジュグループ創業者、代表取締役CEO
- 岡野幸義 - ダイキン工業社長、大阪実業教育協会会長
- 岡本直之 - 三重交通グループホールディングス社長、近畿日本鉄道副社長、三重県商工会議所連合会会長
- 小川大介 - ダイセル化学工業（現ダイセル）社長、日本化学工業協会副会長
- 尾山基 - アシックス社長、世界スポーツ用品工業連盟会長
- 喜岡浩二 - カゴメ社長、日本ソース工業会会長
- 木滑和生 - ダンロップスポーツ社長、住友ゴム工業副社長
- 工藤治夫 - サンスター会長
- 倉持治夫 - 大同生命保険社長、大阪商工会議所副会頭
- 黒田武志 - リネットジャパングループ創業者・社長
- 是金俊治 - 小野薬品工業社長
- 坂根正弘 - 小松製作所社長、武田薬品工業取締役会議長、日本経団連副会長、総合資源エネルギー調査会会長
- 相良暁 - 小野薬品工業社長、日本製薬団体連合会副会長、大阪医薬品協会会長
- 佐久間曻二 - WOWOW会長、松下電器産業（現パナソニック）副社長
- 佐野嘉彦 - ニプロ社長
- 下川浩二 - 経営コンサルタント
- 瀬戸山隆三 - 元オリックス・バファローズ執行役員球団本部長
- 高原慶一朗 - ユニ・チャーム創業者・社長、日本経団連評議員会副議長
- 竹中恭二 - 第9代富士重工業（現SUBARU）社長
- 竹山健二 - 新日本監査法人理事長、大阪市包括外部監査人
- 天毛伸一 - ブレイン社長、プロダクトデザイナー
- 中野道夫 - 京阪電気鉄道社長
- 中村昇 - 京セラ会長、日本ファインセラミックス協会会長
- 西山孝 - ミニストップ社長
- 西山均 - 大阪トヨタ自動車社長、岐阜大学医学部附属病院病院長補佐
- 信木明 - 東洋ゴム工業社長
- 林茂 - 住友ベークライト会長、合成樹脂工業協会会長
- 藤沢久美 - ソフィアバンク代表取締役　経済評論家　文部科学省参与、法政大学大学院客員教授
- 札場操 - ダイセル社長、日本化学工業協会副会長
- 古川弘成 - 阪和興業社長
- 森口明好 - 三重交通社長、三重県観光連盟会長
- 森聡彦 - 三菱UFJ不動産販売社長、不動産流通経営協会副理事長
- 山崎修二 - 蝶理社長兼CEO兼COO
- 湯浅真介 - ユー・エス・ジェイ副社長
- 吉田憲治 - 元トマト銀行社長
- 吉本直史 - 元不二サッシ社長
- 渡辺一秀 - マツダ会長、日本自動車工業会副会長、中国経済連合会副会長

#### 行政・法曹
- 浦林紳二 - 駐スーダン大使、ハガッニャ総領事
- 尾崎三郎 - 国税庁熊本国税局長、税理士
- 亀石倫子 - 弁護士
- 鬼追明夫 - 弁護士、元日本弁護士連合会会長、元整理回収機構社長、元日本漢字能力検定協会理事長
- 木原功仁哉 - 弁護士、政治活動家
- 小坂敏幸 - 東京高等裁判所部総括判事、最高裁判所司法研修所教官、日本公証人連合会会長
- 塩崎勤 - 東京高等裁判所部総括判事、最高裁判所調査官、法政大学教授
- 鈴鹿光次 - 国際テロ対策・組織犯罪対策協力担当大使、駐アフガニスタン大使
- 田中正朗 - 文部科学省研究開発局長、理化学研究所神戸研究所副所長、日本科学未来館副館長
- 玉置俊二 - 岐阜地方検察庁検事正、広島高等検察庁次席検事
- 原田秀明 - 駐ナミビア大使、外務省大臣官房福利厚生室長
- 松田美和 - 元弁護士、元アナウンサー
- 水野弘道 - 国連特使、年金積立金管理運用独立行政法人最高投資責任者、京都大学iPS細胞研究所特任教授、テスラ取締役
- 山口健一 - 弁護士、元大阪弁護士会会長、豊田商事事件全国被害者弁護団連絡会議事務局長
- 山本真千子 - 札幌高等検察庁検事長、大阪高等検察庁次席検事、大阪地方検察庁特捜部長

#### 学者・研究者
- 相田慎一 - 専修大学名誉教授、経済学
- 青木秀男 - 社会理論・動態研究所所長、都市社会学
- 青地伯水 - 京都府立大学教授、ドイツ文学
- 阿部正雄 - 元奈良大学名誉教授、禅哲学者、作家
- 天野忠幸 - 天理大学准教授、歴史学
- 荒川清秀 - 愛知大学教授、中国語学
- 新恵里 - 京都産業大学准教授、社会学
- 飯田修三 - 岡山大学名誉教授、経営・会計学
- 生田真人 - 立命館大学教授、地理学
- 生野照子 - 神戸女学院大学名誉教授、大阪府教育委員会委員長、小児心身医学
- 磯﨑行雄 - 東京大学名誉教授、日本地質学会会長、地質学、生命史
- 一川誠 - 千葉大学教授、知覚心理学
- 伊藤健市 - 関西大学教授、経営学
- 伊藤恭彦 - 名古屋市立大学教授、政治学
- 乾康代 - 元茨城大学教授、生活科学
- 乾善彦 - 関西大学教授、日本語学
- 上田恵介 - 立教大学名誉教授、日本野鳥の会会長、生物学
- 上野恵司 - 日本中国語検定協会理事長、中国語学
- 上野俊樹 - 立命館大学名誉教授、経済学
- 上野谷加代子 -  同志社大学名誉教授、元日本ソーシャルワーク教育学校連盟副会長、元日本社会福祉士養成校協会副会長
- 内田讓 - 大阪工業大学名誉教授、工学（化学）
- 梅村信弘 - 公立千歳科学技術大学教授、理学
- 薄井道正 - 立命館大学教授、国語科教育
- 右田紀久恵 - 大阪府立大学名誉教授、社会福祉学
- 榎村寛之 - 三重県立斎宮歴史博物館学芸員、副参事兼学芸普及課長、日本古代史
- 江利川春雄 - 和歌山大学教授、教育学・英語学・歴史学
- 遠藤慶太 - 皇學館大学教授、日本古代史
- 大矢知浩司 - 元九州産業大学教授、会計学
- 岡田知子 - 建築家、西日本工業大学教授、建築学
- 岡山敏哉 - 大阪工業大学副学長・教授、工学（建築）
- 小川雄平 - 西南学院大学名誉教授、経済学
- 押谷善一郎 - 大阪市立大学名誉教授、アメリカ文学、瑞宝中綬章受章
- 影本彰弘 - 大阪工業大学名誉教授、理学（化学）
- 籠谷直人 - 京都大学人文科学研究所教授、日本近代史
- 片山智行 - 大阪市立大学名誉教授、中国文学
- 勝村成雄 - 関西学院大学名誉教授、有機化学
- 加藤司 - 大阪市立大学名誉教授、大阪商業大学経営学部教授、経済学
- 加藤政洋 - 立命館大学文学部教授、地理学
- 金子修 - 長崎大学熱帯医学研究所教授、日本熱帯医学会理事長、寄生虫学
- 鎌田聖一 - 大阪大学教授、日本数学会理事長、幾何学賞、位相幾何学
- 神尾暢子 - 大阪教育大学名誉教授、国文学・国語学
- 加茂利男 - 大阪市立大学名誉教授、立命館大学教授、政治学
- 萱村俊哉 - 臨床発達心理士、武庫川女子大学教授、心理学
- 河内明夫 - 大阪市立大学名誉教授、数学
- 川島哲郎 - 大阪市立大学名誉教授、経済地理学
- 川端基夫 - 関西学院大学教授、商業学・経済地理学
- 神﨑護　- 京都大学名誉教授、日本熱帯生態学会会長、森林生態学
- 岸政彦 - 立命館大学教授、社会学
- 木庭宏 - 神戸大学名誉教授、ドイツ文学
- 木村茂光 - 東京学芸大学名誉教授、歴史学
- 桐山孝信 - 大阪市立大学教授、国際法学
- 國部克彦 - 神戸大学教授、環境会計学
- 忽那憲治 - 元京都大学教授、経営学
- 久保芳和 - 元関西学院大学学長、経済学
- 栗田章光 - 大阪工業大学名誉教授、工学（土木）
- 栗山仙之助 - 大阪工業大学名誉教授、経営学
- 桑原洋子 - 元四天王寺国際仏教大学教授、社会福祉学
- 小泉貞三 - 関西学院大学名誉教授、経済学・経営学
- 小西輝夫 - 精神科医、元佛教大学教授
- 小林健吾 - 滋賀大学・青山学院大学名誉教授、会計学
- 斎藤文男 - 九州大学名誉教授、法学
- 酒井紀美 - 元茨城大学教授、日本中世史
- 阪口直樹 - 元同志社大学教授、中国現代文学
- 阪本良男 - 精神科医、阪本精神病理学研究所名誉所長
- 佐川英治 - 東京大学教授、中国古代史
- 桜田照雄 - 阪南大学教授、会計学
- 佐﨑元 - 北海道大学低温科学研究所教授、結晶成長学
- 佐武弘章 - 大阪府立大学名誉教授、経済学
- 佐藤功 - 大阪大学教授、教育学
- 佐藤全弘 - 大阪市立大学名誉教授、宗教学、新渡戸・南原賞
- 篠塚宏三 - 元大阪工業大学教授、工学（建築）
- 篠原正人 - 元東海大学教授、元福知山公立大学特任教授、海事経済学・経営学
- 柴田悦子 - 大阪市立大学名誉教授、経済学
- 下平尾勲 - 福島大学名誉教授、元福島学院大学学長、経営学・経済学
- 白澤政和 - 大阪市立大学名誉教授、桜美林大学教授、社会福祉学
- 杉田菜穂 - 大阪市立大学准教授、社会政策
- 杉原達 - 大阪大学名誉教授、歴史学・日本学
- 鈴木正夫 - 横浜市立大学名誉教授、中国文学
- 須原一秀 - 元龍谷大学非常勤講師、哲学・社会思想
- 積山薫 - 京都大学教授、京都大学大学院総合生存学館長、心理学
- 瀬戸賢一 - 大阪市立大学名誉教授、佛教大学教授、英語学
- 徐龍達 - 桃山学院大学名誉教授、経営学、無窮花章受章
- 高島正憲 - 関西学院大学准教授、経済史、日経・経済図書文化賞
- 高田馨 - 大阪大学名誉教授、経営学
- 高田賢治 - 慶應義塾大学教授、倒産法
- 高橋進 - 龍谷大学名誉教授、政治学
- 高畑幸 - 静岡県立大学教授、社会学
- 武田信照 - 愛知大学第14代学長、南開大学名誉教授、経済学
- 竹中哲夫 - 日本福祉大学名誉教授、臨床心理学
- 竹原義二 - 元大阪市立大学生活科学研究科・生活科学部教授、工学（建築）
- 竹本洋 - 関西学院大学名誉教授、元経済学史学会代表幹事、日本学士院賞
- 駄田井正 - 久留米大学名誉教授、経済学
- 橘博 - 大阪市立大学名誉教授、経営学、勲三等瑞宝章受章
- 建部正義 - 中央大学名誉教授、経済学
- 田中恒子 - 大阪教育大学名誉教授、住居学・教育学
- 田中幹子 - 東京工業大学教授、生物学、猿橋賞
- 谷本寛治 - 一橋大学名誉教授、早稲田大学教授、元ベルリン自由大学客員教授、経営学
- 田村和之 - 広島大学名誉教授、行政法
- 田村正紀 - 神戸大学名誉教授、経営学、日経・経済図書文化賞受賞、瑞宝中綬章受章
- 鄭早苗 - 元大谷大学教授、古代朝鮮史
- 鄭大聲 - 滋賀県立大学名誉教授、韓国料理研究
- 筒井義郎 - 大阪大学名誉教授、経済学、日経・経済図書文化賞受賞
- 坪郷實 - 早稲田大学名誉教授、政治学
- 円谷陽一 - 埼玉大学教授、生物学
- 都留康 - 一橋大学名誉教授、カリフォルニア大学バークレー校招聘教授、経済学
- 寺内信 - 元大阪工業大学教授、工学（建築）
- 寺田光徳 - 熊本大学名誉教授、フランス文学
- 東野治之 - 奈良大学名誉教授、日本古代史、紫綬褒章受章、文化功労者
- 鳥井克之 - 関西大学名誉教授、中国語学
- 中内正利 - 元早稲田大学教授、英語学
- 中雄勇人 - 群馬大学准教授、運動生理学
- 長沢彰彦 - 大阪国際大学教授、社会学、元朝日放送アナウンサー
- 中静透 - 森林研究・整備機構理事長、元京都大学教授、森林生態学、みどりの学術賞受賞
- 中島喜代子 - 元三重大学教授、家政学
- 中瀬寿一 - 大阪産業大学名誉教授、日本史・経営史学
- 中村剛治郎 - 横浜国立大学名誉教授、経済学
- 中谷惣 - 大阪大学准教授、日本学士院学術奨励賞、日本学術振興会賞、フォスコ・マライーニ賞、歴史学
- 西澤良記 - 公立大学法人大阪理事長、大阪市立大学元学長、内科学
- 尼寺義弘 - 阪南大学名誉教授、経済学・哲学
- 西島孜哉 - 武庫川女子大学名誉教授、近世文学
- 野崎充彦 - 大阪市立大学教授、朝鮮古典文学・文化史
- 野田昌吾 - 大阪市立大学教授、ヨーロッパ政治
- 野々山久也 - 甲南大学名誉教授、家族社会学
- 橋本征治 - 関西大学名誉教授、人文地理学
- 畑山敏夫 - 佐賀大学教授、国際政治学
- 八田武志 - 名古屋大学名誉教授、関西福祉科学大学学長、心理学
- 服部正平 - 東京大学名誉教授、早稲田大学教授、生命科学
- 馬場義博 - 大阪工業大学名誉教授、理学（化学）
- 林直道 - 大阪市立大学名誉教授、マルクス経済学・百人一首研究
- 原口剛 - 神戸大学准教授、社会地理学、日本地理学会賞（優秀論文部門）受章
- 原田剛 - 中央大学教授、民事法
- 原田武 - 大阪外国語大学名誉教授、フランス文学
- 樋口欣三 - 大阪市立大学名誉教授、英文学
- 平野昌繁 - 大阪市立大学名誉教授、地形学
- 廣田義人 - 大阪工業大学教授、経済学・産業技術史
- 深尾葉子 - 大阪大学教授、歴史学
- 深澤建次 - 元埼玉大学教授、社会学
- 福本直之 - 創価大学名誉教授、フランス中世文学
- 福山愛保 - 徳島文理大学薬学部教授、薬学、徳島新聞賞科学賞受賞
- 藤田栄一 - 神戸学院大学教授、英文学
- 藤田勝久 - 愛媛大学名誉教授、中国史学・考古学
- 藤田治彦 - 大阪大学名誉教授、美術史
- 藤本昭 - 神戸大学名誉教授、経済学
- 藤原秀樹 - 大阪工業大学名誉教授、工学（化学）
- 星川順一 - 大阪市立大学名誉教授、経済学
- 保母武彦 - 島根大学名誉教授、日本財政学会顧問、経済学・財政学
- 堀利栄 - 元愛媛大学副学長、日本地球惑星科学連合副会長、日本学術会議会員、地質学、古生物学
- 堀林巧 - 金沢大学名誉教授、経済学
- 彭飛 - 京都外国語大学教授、言語学者、評論家
- 前田芳人 - 西南学院大学教授、経済学
- 松井和夫 - 元大阪経済大学教授、経済学
- 松井謙二 - 大阪工業大学教授、工学（情報）
- 松井宏興 - 甲南大学名誉教授、民法
- 松岡利道 - 元龍谷大学教授、経済学
- 松尾欣枝 - 元奈良女子大学名誉教授、理学
- 松村國隆 - 大阪市立大学名誉教授、ドイツ文学
- 松村昌家 - 大手前大学名誉教授、英文学
- 松本徹 - 元武蔵野女子大学教授、文芸評論家、菊池寛賞受賞
- 松本英孝 - 日本福祉大学教授、社会福祉学
- 松本博之 - 大阪市立大学名誉教授、法学
- 丸山敬一 - 中京大学名誉教授、政治学
- 三浦克之 - 大阪市立大学教授、日本薬理学会評議員、生物学
- 三浦良造 - 一橋大学名誉教授、日本金融・証券計量・工学学会会長、数理統計学、金融工学
- 三浦國雄 - 大阪市立大学名誉教授、中国哲学
- 三木光範 - 同志社大学教授、工学、産学官連携功労者表彰環境大臣賞受賞
- 三谷忠之 - 元東洋大学教授、法学
- 道野真弘 - 近畿大学教授、商法学、僧侶
- 光崎育利 - 大阪工業大学名誉教授、工学（建築）
- 三辺信夫 - 大阪市立大学名誉教授、経済学
- 三野博司 - 奈良女子大学名誉教授、放送大学奈良学習センター所長、フランス文学
- 宮入興一 - 愛知大学・長崎大学名誉教授、経済学
- 三和裕美子 - 明治大学教授、エーザイ取締役、ピジョン取締役、経営学
- 村宮克彦 - 大阪大学准教授、会計学、証券アナリストジャーナル賞受賞
- 森一夫 - 大阪教育大学名誉教授、大阪総合保育大学教授、日本理科教育学会名誉会員（元会長）、科学教育学
- 森裕之 - 立命館大学教授、財政学、日本地方財政学会佐藤賞（著作の部）受賞
- 森田洋司 - 大阪市立大学名誉教授、樟蔭学園常任理事、社会学
- 森本幸司 - 理化学研究所仁科加速器研究センター超重元素研究グループ超重元素分析装置開発チームチームリーダー、113番元素（ニホニウム）の発見者
- 八木晃介 - 花園大学名誉教授、社会学
- 安田信之 - 名古屋大学名誉教授、法学
- 矢田俊文 - 新潟大学名誉教授、新潟史学会会長、日本史学
- 矢野将文 - 関西大学准教授、理学
- 薮野祐三 - 九州大学名誉教授、政治学
- 山陰加春夫 - 高野山大学名誉教授、日本史学
- 山縣文治 - 関西大学教授、児童福祉学
- 山上達人 - 大阪市立大学・奈良産業大学名誉教授、会計学
- 山口久和 - 大阪市立大学名誉教授、中国哲学
- 山下高之 - 立命館大学名誉教授、経営学
- 山田健治 - 元椙山女学園大学教授、経済学
- 山田英俊 - 関西学院大学教授、化学、日本化学会進歩賞受賞
- 山手正史  - 慶應義塾大学教授、商法
- 山中伸弥 - 京都大学iPS細胞研究所名誉所長、医学、ノーベル生理学・医学賞受賞
- 山本幸一 - 大阪国際大学専任講師、教育者
- 山本義彦 - 静岡大学名誉教授、経済史学
- 結城忠 - 国立教育政策研究所名誉所員、白鷗大学教授、教育行政学
- 雪村時人 - 元大阪大谷大学教授、臨床薬理学
- 善積京子 - 追手門学院大学教授、社会学
- 吉田準史 - 大阪工業大学教授、工学（機械）
- 若森みどり - 大阪市立大学教授、社会思想
- 和氣健二郎 - 東京医科歯科大学名誉教授、大阪市立大学名誉博士、組織学
- 弘原海清 - 元大阪市立大学教授、地球科学
- 脇村孝平 - 元大阪市立大学教授、大阪経済法科大学副学長、元日本南アジア学会理事長、経済学
- 和多田淳三 - 早稲田大学理工学術院名誉教授、元大阪工業大学工学部教授、元日本ファジィ学会副会長、工学（経営）

#### 文藝
- 姉小路祐 - 推理作家
- 以倉紘平 - 詩人、国文学者
- 茨木和生 - 俳人
- 開高健 - 芥川賞作家。法文学部法学科卒（旧制大阪高校1年修了で大阪市大入学）。
- 梶谷善久 - ジャーナリスト、新聞記者
- 北沢恒彦 - 評論家、社会運動家
- 木津川計 - 雑誌編集者、評論家
- 楠木新 - ビジネス評論家
- 倉田喜弘 - 芸能史研究家
- 恋坂通夫 - 詩人
- 城平京 - 推理作家、漫画原作者
- 蝉川夏哉 - 小説家。文学部卒
- 高取英 - 劇作家、漫画原作者
- 竹谷正 - 推理作家
- 西谷文和 - ジャーナリスト
- 松宮宏 - 小説家
- 水口洋治 - 詩人
- 山口正紀 - ジャーナリスト、元読売新聞記者
- 吉村康 - 作家
- 渡辺一雄 - 作家

#### 芸能・マスコミ
- 大島榎奈 - ナレーター、フリーアナウンサー
- 小川恵理子 - タレント
- 奥田哲雄 - 元朝日放送プロデューサー
- 神木優 - 俳優、元マジシャン
- 川本勇 - ミュージシャン、タレント、プロデューサー
- 岸田奈緒美 - 元SBC信越放送アナウンサー
- 櫻井雄一 - テレビプロデューサー
- さわともか - フリーアナウンサー、元東北放送アナウンサー
- 沢菜々子 - 元グラビアアイドル
- 嶋田崇彦 - 元朝日放送アナウンサー
- 劔樹人 - ベーシスト、漫画家
- 西田二郎 - 読売テレビ編成局編成企画部長
- 福本大晴 - アイドル（元関西ジャニーズJr.、元Aぇ! group）
- 藤岡勇貴 - サンテレビキャスター、元青森朝日放送アナウンサー
- 堀田眞三 - 俳優
- 松本タカヒロ - The Turtlesのボーカル・ギタリスト
- 三代澤康司 - フリーアナウンサー、元朝日放送アナウンサー
- 村瀬みちゃこ - お笑い芸人
- 山内勉 - 俳優、声優
- 湯浅明彦 - サンテレビアナウンサー
- 若林有子 - TBSアナウンサー
- 澤井志帆 - 静岡第一テレビアナウンサー

#### その他
- 井上久男 - 経済ジャーナリスト、豊前市政策アドバイザー
- 大賀正行 - 部落解放運動家、部落解放・人権研究所名誉理事
- 尾形賢 - 2014年日本青年会議所全国大会（松山大会）委員長、山城青年会議所所属、元京都府議会議員
- 表三郎 - 駿台予備学校関西地区顧問、英語科講師
- 川口加奈 - Homedoor理事長
- 粂井謙三 - マンドリニスト
- 黒田朔 - 牧師
- 小林寛美 - アーティスティックスイミング選手、元日本代表
- 坂本真宏 - プロボクサー
- 鈴木陽子 - 医師、元麻薬取締官、シチズン・オブ・ザ・イヤー受賞
- 四代目玉田玉秀斎 - 講談師
- 田宮高麿 - よど号ハイジャック事件のリーダー、赤軍派
- 赤木志郎 - よど号グループのメンバー
- 殿岡康永 - ゲームクリエイター
- 下田祐 - ゲーム音楽作曲家
- 内藤徹男 - 建築家、日本設計会長、日本建築学会賞業績部門受賞
- 橋本聖円 - 僧侶、東大寺長老、217代東大寺別当
- 橋本英郎 - プロサッカー選手、元日本代表
- 日高敏彦 - 日本赤軍メンバー
- 水谷穎介 - 建築家
- 森恒夫 - 連合赤軍委員長
- 笠原悠暉 - 囲碁のプロ棋士。関西棋院所属。

## 博士号取得者
- 末永隆甫 - 大阪市立大学名誉教授、元神戸商科大学学長、経済学
- 辻誠一郎 - 東京大学名誉教授、植物史
- 豊崎稔 - 京都大学名誉教授、経済学